# 10693 Zangari
10693 Zangari eller 1981 ES20 är en asteroid i huvudbältet som upptäcktes den 2 mars 1981 av den amerikanska astronomen Schelte J. Bus vid Siding Spring-observatoriet. Den är uppkallad efter Amanda M. Zangari.